# Liberty (Utah)
Liberty es un lugar designado por el censo situado en el condado de Weber, Utah  (Estados Unidos). Según el censo de 2010 tenía una población de 1257 habitantes. Se encuentra a poca distancia al este del Gran Lago Salado.

## Demografía
Según el censo de 2010, Liberty tenía una población en la que el 96,2% eran blancos, 0,0% afroamericanos, 0,7% amerindios, 1,0% asiáticos, 0,1% isleños del Pacífico, el 0,9% de otras razas, y el 1,2% pertenecían a dos o más razas. Del total de la población el 2,5% eran hispanos o latinos de cualquier raza.